# Кулеба, Алексей Владимирович
Алексе́й Влади́мирович Куле́ба  (укр. Олексій Володимирович Кулеба; род. 8 августа 1983, Киев, УССР) — украинский государственный, общественный и политический деятель. Вице-премьер-министр по восстановлению Украины — министр развития общин и территорий с 5 сентября 2024 года. С 24 января 2023 по 5 сентября 2024 года — заместитель руководителя Офиса президента Украины. С 2022 по 2023 год — председатель Киевской областной государственной администрации.
Заместитель председателя Киевской городской государственной администрации по вопросам осуществления самоуправляющихся полномочий (2021—2022). Директор Департамента городского благоустройства Киевского городского совета (2019—2021), депутат Ржищевского городского совета Киевской области (2010—2015). Кандидат наук по государственному управлению (2013).

## Биография
Родился 8 августа 1983 года в Киеве, в семье журналиста и писателя Владимира Кулебы.

## Образование
В 2005 году окончил Киевский национальный экономический университет имени Вадима Гетьмана по специальности «Международная экономика», квалификация магистра по международной экономике.
С 2005 по 2008 год учился в аспирантуре Национальной академии государственного управления при Президенте Украины.
Кандидат наук по государственному управлению.

## Карьера
В 2005 году — менеджер коммунального предприятия Киевского областного совета «Киев-медиа», в Киеве
В 2005—2008 годах — помощник народного депутата Украины.
В 2007—2010 годах — генеральный директор ООО «Хонин и партнёры».
В 2010 году — старший педагог кафедры организации самоуправления ПАО "Высшее учебное заведение «Межрегиональная Академия управления персоналом».
В 2010—2015 годах — депутат Ржищевского городского совета Киевской области.
В 2014 году — помощник депутата Киевского городского совета на общественных началах.
В 2015—2016 годах — преподаватель кафедры правоведения и отраслевых юридических дисциплин Национального педагогического университета имени М. П. Драгоманова.
В 2016—2017 годах — советник генерального директора коммунального предприятия по охране, содержанию и эксплуатации земель водного фонда города Киева «Плес» исполнительного органа Киевского городского совета (Киевской городской государственной администрации) (на общественных началах).
В 2018—2019 годах — генеральный директор ООО «Asper», г. Киев.
В 2019—2020 годах — директор Департамента городского благоустройства исполнительного органа Киевского городского совета (Киевской городской государственной администрации).
С 1 января 2021 по 7 февраль 2022 года — первый заместитель председателя Киевской городской государственной администрации по вопросам осуществления самоуправляющихся полномочий.
С 8 февраля 2022 по 15 марта 2022 года — председатель Киевской областной государственной администрации.
Чтобы дополнительно усилить оборону столицы и Киевской области, президент Украины Владимир Зеленский 15 марта назначил нового главу областной военной администрации Александра Павлюка, Героя Украины, генерал-лейтенанта, командующего Операцией объединённых сил. Алексей Кулеба с 16 марта помогает военному руководству.
С марта по май 2022 года — руководитель группы советников вне штата начальника Киевской областной военной государственной администрации
С 21 мая 2022 по 24 января 2023 года — председатель Киевской областной государственной администрации.
С 24 января 2023 по 5 сентября 2024 года — заместитель руководителя офиса президента Украины.
5 сентября 2024 года Верховная рада поддержала назначение Кулебы на должность вице-премьер-министра по восстановлению Украины — министра развития общин и территорий. За это проголосовали 240 народных депутатов (при 226 необходимых).
16 июля 2025 года Верховная Рада Украины отправила в отставку правительство Шмыгаля. 17 июля 2025 года Верховная Рада Украины проголосовала за новые правительство Украины, в нём Кулеба сохранил должность министра и вице-премьера.

## Общественная деятельность
В 2001 году основал Общественную организацию «Школа баскетбола». С 2001 по 2019 год был руководителем ОО «Школа баскетбола».

## Семья
Женат на Галине Дмитриченко-Кулебе, у него двое дочерей.

## Награды
- Орден Богдана Хмельницкого III степени (24 марта 2022) — за весомый личный вклад в защиту государственного суверенитета и территориальной целостности Украины, мужество и самоотверженные действия, проявленные при организации обороны населенных пунктов от российских захватчиков[13].